# Evie Richards
Evie Richards, née le 11 mars 1997, est une coureuse cycliste britannique, spécialiste de VTT cross-country et de cyclo-cross. Elle est double championne du monde de cyclo-cross chez les moins de 23 ans en 2016 et 2018.

## Biographie
Début mai 2024, elle chute et subit une commotion cérébrale lors d'une manche de la Coupe du monde au Brésil. Elle parvient à se remettre à temps pour les Jeux olympiques de Paris 2024.

## Palmarès en VTT cross-country

### Jeux olympiques
- Tokyo 2020
  - 7e du cross-country
- Paris 2024
  - 5e du cross-country

### Championnats du monde
- Lillehammer-Hafjell 2014
  - 6e du championnat du monde de VTT juniors
- Vallnord 2015
  -  Médaillée d'argent du championnat du monde de VTT juniors
- Nové Město 2016
  - 4e du championnat du monde de VTT espoirs
- Val di Sole 2021
  -  Championne du monde VTT cross-country
  -  Médaillée d'argent de cross-country short track
- Les Gets 2022
  - 5e du cross-country short track
- Glasgow 2023
  -  Médaillée de bronze du cross-country short track
  - 6e du cross-country
- Pal Arinsal 2024
  -  Championne du monde du cross-country short track
  - 6e du cross-country

### Coupe du monde
- Coupe du monde de VTT cross-country espoirs
  - 2016 : 4e du classement général (2 podiums)
  - 2017 : 3e du classement général, vainqueur d'une manche
  - 2018 : 3e du classement général
  - 2019 : 3e du classement général, vainqueur d'une manche

- Coupe du monde de VTT cross-country
  - 2020 : vainqueur de 2 courses short-track
  - 2021 : 2e du classement général, vainqueur de deux manches et d'une course short-track
  - 2022 : 40e du classement général
  - 2023 : 9e du classement général
  - 2024 : 8e du classement général

- Coupe du monde de cross-country short track
  - 2022 : 29e du classement général
  - 2023 : 3e du classement général, vainqueur d'une manche
  - 2024 : 2e du classement général, vainqueur d'une manche

### Jeux du Commonwealth
- Gold Coast 2018
  -  Médaillée d'argent du cross-country
- Birmingham 2022
  -  Médaillée d'or du cross-country

### Championnats d'Europe
- Huskvarna 2016
  -  Médaillée de bronze du championnat d'Europe de VTT espoirs
- Melgaço 2025
  -  Médaillée d'argent du cross-country

### Championnats nationaux
- Championne de Grande-Bretagne de cross-country espoirs : 2016, 2017, 2018 et 2019
- Championne de Grande-Bretagne de cross-country : 2023

## Palmarès en cyclo-cross
- 2014-2015
  - 2e du championnat de Grande-Bretagne de cyclo-cross juniors
- 2015-2016
  -  Championne du monde de cyclo-cross espoirs
  -  Championne de Grande-Bretagne de cyclo-cross espoirs
  - National Trophy Series #5, Bradford
- 2016-2017
  -  Championne de Grande-Bretagne de cyclo-cross espoirs
  - National Trophy Series #2, Abergavenny
  -  Médaillée de bronze du championnat du monde de cyclo-cross espoirs
- 2017-2018
  -  Championne du monde de cyclo-cross espoirs
  -  Championne de Grande-Bretagne de cyclo-cross espoirs
  - Coupe du monde de cyclo-cross #6, Namur
- 2018-2019
  - Trek Cup, Waterloo
- 2019-2020
  - 6e du championnat du monde de cyclo-cross
- 2020-2021
  - 7e du championnat du monde de cyclo-cross